# Belle Fourche (Dakota del Sur)

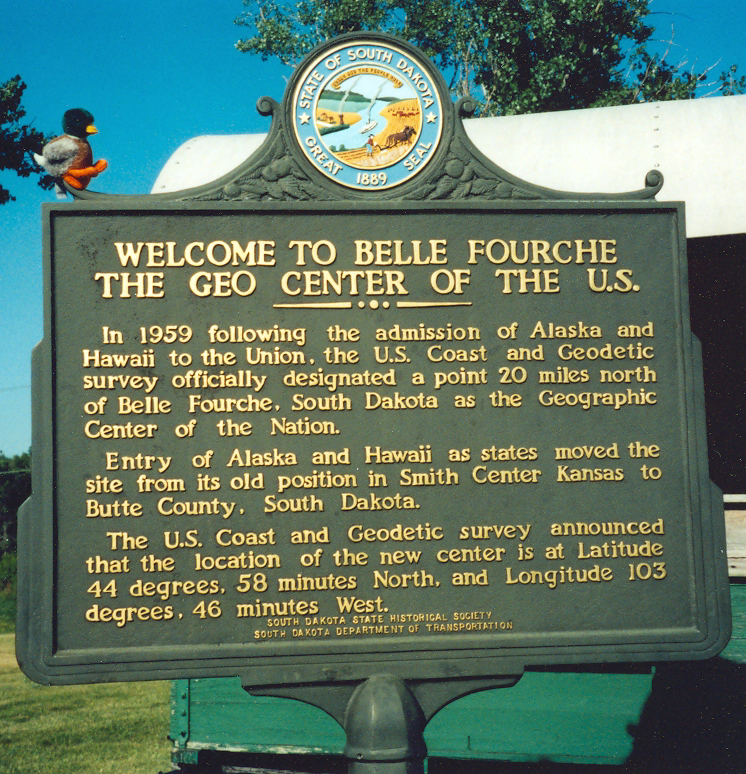
Placa que recuerda la cercanía de la ciudad al centro geográfico de los Estados Unidos

Belle Fourche es una ciudad ubicada en el condado de Butte, Dakota del Sur, Estados Unidos. Tiene una población estimada, a mediados de 2021, de 5699 habitantes. Es la sede del condado. 
La principal atracción turística de la localidad es un monumento que recuerda su cercanía al centro geográfico de los Estados Unidos, luego de la incorporación de Alaska y Hawái en 1959.

## Geografía
La ciudad está ubicada en las coordenadas 44°39′50″N 103°51′33″O / 44.66389, -103.85917 (44.663798, -103.859143).  Según la Oficina del Censo de los Estados Unidos, Belle Fourche tiene una superficie total de 23.12 km², de la cual 22.93 km² corresponden a tierra firme y 0.19 km² son agua.

## Demografía
Según el censo de 2020, en ese momento había 5617 habitantes en Belle Fourche. La densidad de población era de 244.96 hab./km². El 89.23% de los habitantes eran blancos, el 0.20% eran afroamericanos, el 2.44% eran amerindios, el 0.25% eran asiáticos, el 0.04% eran isleños del Pacífico, el 1.42% eran de otras razas y el 6.43% eran de una mezcla de razas. Del total de la población, el 5.23% eran hispanos o latinos de cualquier raza.